# Боевая устойчивость
Боевая устойчивость — способность войсковой или флотской группировки сохранить боеспособность и использовать свои боевые возможности для гарантированного выполнения полученной боевой задачи при активном противодействии противника.
Величина боевой устойчивости определяется составом имеющихся сил и средств, их боевой готовностью, степенью живучести основных систем и объектов, которые обеспечивают своевременное развёртывание и боевое применение войск.
С точки зрения западных специалистов под боевой устойчивостью (англ. resiliency) понимается способность войсковых единиц предпринимать непрерывные действия и выдерживать неизбежные потери сохраняя свою боевую эффективность. Приемлемый уровень боевой устойчивости достигается некоторой организационной избыточностью и дополнительным запасом прочности их штатного состава; недостаток боевой устойчивости может привести к дополнительным издержкам на ротацию и восстановление боевых частей после вооружённых столкновений. Таким образом, боевая устойчивость попадает в разряд:
- структурных свойств построения сил и средств,
- функциональных свойств методов ведения войны,
- ментально-социологических свойств (таких как уровень морали, выносливости и тому подобное) взаимодействия вооружённых сил с окружающим обществом.

При ведении боевых действий в рамках конфликтов низкой интенсивности показатель боевой устойчивости участников приобретает ряд особенных качеств вследствие невозможности провести чёткую линию между политической и военной стратегией на функциональном уровне. Как правило, такие конфликты носят ярко выраженный асимметричный и долгосрочный характер, а их природа значительно отличается от характера ведения традиционных боевых действий (войн). Очень часто участники таких конфликтов сознательно нацеливают свою активность на эксплуатацию фактора неопределённости через изматывание противника, уничтожение его ресурсов и сил, нанесение ударов по самым уязвимым точкам и тому подобное. Такая стратегия полагается на попытку сместить чаши весов, делая ставку на постепенную аккумуляцию маленьких побед в надежде, что их количество рано или поздно перерастёт в новое качество. Широкая распространённость таких сценариев предопределяют необходимость переформулирования и переосмысления многих вопросов, связанных с боевой устойчивости в условиях современных локальных войн.